# Gather the Faithful
Gather the Faithful – debiutancka płyta fińskiego power metalowego zespołu Cain’s Offering.

## Lista utworów
1. "My Queen of Winter" – 4:15
2. "More Than Friends" – 4:20
3. "Oceans of Regret" – 6:21
4. "Gather the Faithful" – 3:50
5. "Into the Blue" – 4:25
6. "Dawn of Solace" – 4:18
7. "Thorn in My Side" – 4:07
8. "Morpheus in a Masquerade" – 6:51
9. "Stolen Waters" – 4:35
10. "Tale Untold" (utwór bonusowy na wydaniu japońskim) – 4:08
11. "Elegantly Broken" – 2:46

## Twórcy
- Timo Kotipelto – śpiew
- Jani Liimatainen – gitara
- Jukka Koskinen – gitara basowa
- Mikko Härkin – instrumenty klawiszowe
- Jani Hurula – perkusja